# Chalarus spurius
Chalarus spurius är en tvåvingeart som först beskrevs av Fallen 1816.  Chalarus spurius ingår i släktet Chalarus och familjen ögonflugor. Arten är reproducerande i Sverige. Inga underarter finns listade i Catalogue of Life.